# 2692 Chkalov
2692 Chkalov (1976 YT3) là một tiểu hành tinh vành đai chính được phát hiện ngày 16 tháng 12 năm 1976 bởi Chernykh, L. ở Nauchnyj.